# Buduran (Arosbaya)
Buduran is een bestuurslaag in het regentschap Bangkalan van de provincie Oost-Java, Indonesië. Buduran telt 2673 inwoners (volkstelling 2010).